# Camilo Fonseca
Camilo Fonseca (Sogamoso, Boyacá, Colombia, 6 de julio de 1991) es un futbolista colombiano. Juega de volante o delantero y su equipo actual es el Deportivo Suchitepéquez de la  Liga Nacionalde Guatemala.

## Inicios

### Inicios
A pesar de que es boyacense, su familia decidió trasladarse a Bogotá cuando él tan solo tenía 3 años. En el fútbol, él empezó su larga travesía a los 9 años, cuando empezó en las escuelas formativas del club Independiente Santa Fe. Al ver que no había opciones en el club ‘cardenal’, Camilo buscó una oportunidad en las divisiones inferiores de Millonarios Fútbol Club.
En el club bogotano, Camilo Fonseca logró consolidarse, al punto que disputó los torneos federativos de la DIFUTBOL con los ‘embajadores’, logrando así que clubes de la Segunda División del Fútbol Colombiano (Torneo Postobón), se fijaran en él para consolidar el proceso futbolístico. El Fortaleza Fútbol Club en 2011 lo integró para que hiciera parte del equipo Categoría Sub-20, para disputar el Campeonato Juvenil (Colombia) (Campeonato Postobón Sub-20), donde tuvo una destacada actuación.

### Bogotá FC
Su participación en el torneo juvenil, sirvió para que Bogotá Fútbol Club lo tuviera en sus planes para la temporada 2012 del Torneo Postobón y así poder debutar profesionalmente en la segunda división. Su primer juego fue el 11 de febrero de 2012, en la victoria el equipo bogotano 2-1 sobre su anterior club, Fortaleza Fútbol Club, jugando los 12 minutos finales.
En su primera temporada como profesional, con Bogotá Fútbol Club, jugó 1742 minutos y marcando 4 goles;. el más importante, en la victoria 2-1, el 6 de agosto de 2012, ante América de Cali. No obstante, Bogotá Fútbol Club quedó eliminado de disputar los cuadrangulares semifinales del Torneo Postobón en Colombia. Por último, él comenta que sus ídolos son James Rodríguez y Dorlan Pabón.

### Suchitepequez
El 8 de julio se confirmó su traspaso al club Deportivo Suchitepéquez para el Clausura 2015 de Guatemala.

## Clubes
| Club                    | País      | Año             | Partidos | Goles |
| ----------------------- | --------- | --------------- | -------- | ----- |
| Bogotá F. C.            | Colombia  | 2012 - 2015     | 103      | 16    |
| Deportivo Suchitepéquez | Guatemala | 2015 - Presente |          |       |

## Vida personal
Es técnico profesional en locución y producción de radio y televisión, egresado del colegio superior de telecomunicaciones de Bogotá, y también posee un título como técnico profesional en entrenamiento deportivo de la universidad UDCA de Bogotá.